# Port Vale Football Club
Port Vale Football Club é um clube de futebol da Inglaterra, localizado em Burslem, Stoke-on-Trent. Atualmente disputa a League Two, equivalente à quarta divisão do Campeonato Inglês.
O clube é uma das raras exceções no futebol inglês que não foi batizado com o nome do local que foi fundado. O seu nome refere-se ao vale de portos existente no Canal de Trent e Mersey, localizado no condado de Staffordshire. 
Eles nunca chegaram à elite do futebol inglês e possuem o maior número de participações na English Football League (110) e no segundo escalão (41) sem ter chegado à primeira divisão.
Depois de jogar no estádio Athletic Ground, localizado na região de Cobridge, e no The Old Recreation Ground, localizado na cidade de Hanley, o clube retornou a Burslem quando o estádio Vale Park foi inaugurado, em 1950. Os arredores do estádio possui uma estátua em homenagem a Roy Sproson, que jogou 842 partidas pelo clube. Tem como maior rival o Stoke City e o confronto é conhecido como The Potteries derby.
Depois de se tornar um dos clubes mais relevantes em Staffordshire, o Burslem Port Vale foi convidado a ser um dos fundadores da Football League Second Division, em 1892. Eles passaram 13 temporadas não-consecutivas nessa divisão, intercaladas com duas temporadas na Midland League, antes de desistir por conta de dificuldades financeiras e entrar em processo de venda em 1907. O nome do clube continuou registrado na North Staffordshire Federation League e o novo clube conseguiu obter sucesso o bastante para voltar a Football League em outubro de 1919. Port Vale passou 16 temporadas não-consecutivas na Second Division, intercaladas com o título da Third Division North em 1929–30, antes de voltar para o terceiro escalão e permanecer muito mais tempo, a partir do final da temporada 1935-36. A temporada 1953-54 teve a defesa "Cortina de Ferro" do técnico Freddie Steele vencer o título da Third Division North, além de chegar a semifinal da FA Cup. Mas a sequência de êxitos não ocorreu, ainda que o clube conquistou o título da Fourth Division, sob o comando do técnico Norman Low, na temporada 1958–59.
O clube quase passou por despercebido entre a década de 1960 e 1970, apesar de ter sido comandado brevemente pela lenda do futebol inglês Stanley Matthews e também ter sido punido pela federação a ser obrigado a participar do processo de votação para garantir a sua participação na última divisão. Essa punição ocorreu pois o clube havia infrigido as regras da FA através de pagamentos ilegais, no ano de 1968. O técnico Gordon Lee levou o clube de volta a Third Division na temporada seguinte, onde permaneceria até ser rebaixado no fim da temporada 1977–78. John McGrath dirigiu o clube para o acesso na temporada 1982-83, mas na jornada seguinte ele deixou o cargo após o time não ter mais chances matemáticas de escapar do rebaixamento. Seu auxiliar, John Rudge, foi efetivado e acabou tornando-se o técnico mais longevo e também mais bem sucedido da história do Port Vale, permanecendo no comando da equipe de 1983 até 1999. Durante a era John Rudge, Port Vale conseguiu o acesso nas temporadas 1985–86, 1988–89 e 1993–94, ganhou o League Trophy em 1993 e na temporada 1996-97 terminou o campeonato da segunda divisão na 8ª colocação, a melhor campanha da história do clube nos anos pós-guerra.
Após a saída de Rudge, o clube entrou em decadência, sendo rebaixado até o quarto escalão do futebol inglês, além de entrar com o pedido de falência duas vezes, em 2003 e 2012. O período ruim foi estancado quando o técnico Micky Adams conseguiu um acesso automático para League One na temporada 2012-13, embora o clube voltou para a League Two no fim da temporada 2016-17, após uma tentativa de ter uma equipe técnica e o estilo de jogo com influências internacionais.

## Títulos e conquistas
Football League Third Division / Third Division North / League One (3ª divisão)
- Campeão: 1929–30, 1953–54[2]
- Vice-campeão (acesso): 1993–94[3]
- Vencedor do play-off: 1988–89[2]

Football League Fourth Division / League Two (4ª divisão)
- Campeão: 1958–59[2]
- 3º colocado (acesso): 1982–83, 2012–13[3]
- 4º colocado (acesso): 1969–70, 1985–86[2]

Football League Trophy
- Vencedor: 1993, 2001[3]

### Regionais
- Vencedor: 1x Taça Sénior de Birmingham/en:Birmingham Senior Cup
  - Campeão: 1912–13

- Vencedor: 7x Copa Sênior de Staffordshire/en:Staffordshire Senior Cup
  - Campeão: 1897–98, 1911–12, 1919–20, 1946–47, 1948–49, 1952–53, 2000–01